# Uzvaras bulvāris

La boulevard de la Victoire (en letton : Uzvaras bulvāris) est un boulevard de la banlieue de Zemgale à Rīga en Lettonie.

## Présentation
Le boulevard de la Victoire est l'axe principal des quartiers de Torņakalns et d’Āgenskalns.
Le boulevard de la Victoire s'étend dans la direction sud-ouest du pont de pierre jusqu’à son intersection avec la rue Ojāra Vācieša à la frontière des quartiers historiques d'Agenskalns et de Tornakalns, traversant la rivière Mārupīte.
La longueur totale du Boulevard de la Victoire est de  1 024 mètres et il se compose de 4 voies de circulation séparées par des voies de tramway.
Dans les sources officielles, le pont de pierre est également considéré comme faisant partie du boulevard Uzvaras; avec le pont, la longueur du boulevard est de 1 800 mètres.

## Histoire
Le nom le plus ancien connu de l'actuel boulevard Uzvaras est rue de l'école (en allemand : Schulenstrasse), ecrit en 1867. Elle est associée à l'école primaire (« élémentaire ») de K. Menzelis, ouverte en 1773.
En 1885, la rue reçut un nouveau nom - Schoonerstrasse (allemand : Schoonerstrasse, letton : Šoneru iela), et son nom moderne - en 1936 (d'après le parc de la Victoire situé ici). Pendant les années de l'occupation allemande (1942-1944), le boulevard s'appelait Siegestrasse (de l'allemand - « Rue de la Victoire », letton : Uzvaras iela).

## Bâtiments
Le boulevard Uzvaras n'est construit que sur sa section initiale adjacente au pont.
La partie la plus éloignée du boulevard sert de frontière orientale du parc de la Victoire.
- 2 Uzvaras bulvāris, le bâtiment de la Bibliothèque nationale de Lettonie a été construit en 2008-2014.
- 2a, Uzvaras bulvāris abrite le Musée de l'histoire ferroviaire letton.
- 9 Uzvaras bulvāris, est un ancien bâtiment scolaire (1910, architecte R. G. Schmeling), aujourd'hui utilisé à des fins commerciales[6].
- 10 Uzvaras bulvāris, est la base sportive « Arcadia » (anciennement le centre sportif « Lokomotiv »[4]).

## Transports
- Bus	3. 4. 4z. 7. 8. 21. 22. 25. 35. 38. 39. 43. 54. 55. 63.
- Trolleybus :	9.
- Tramway :	1 2 5 10

## Galerie

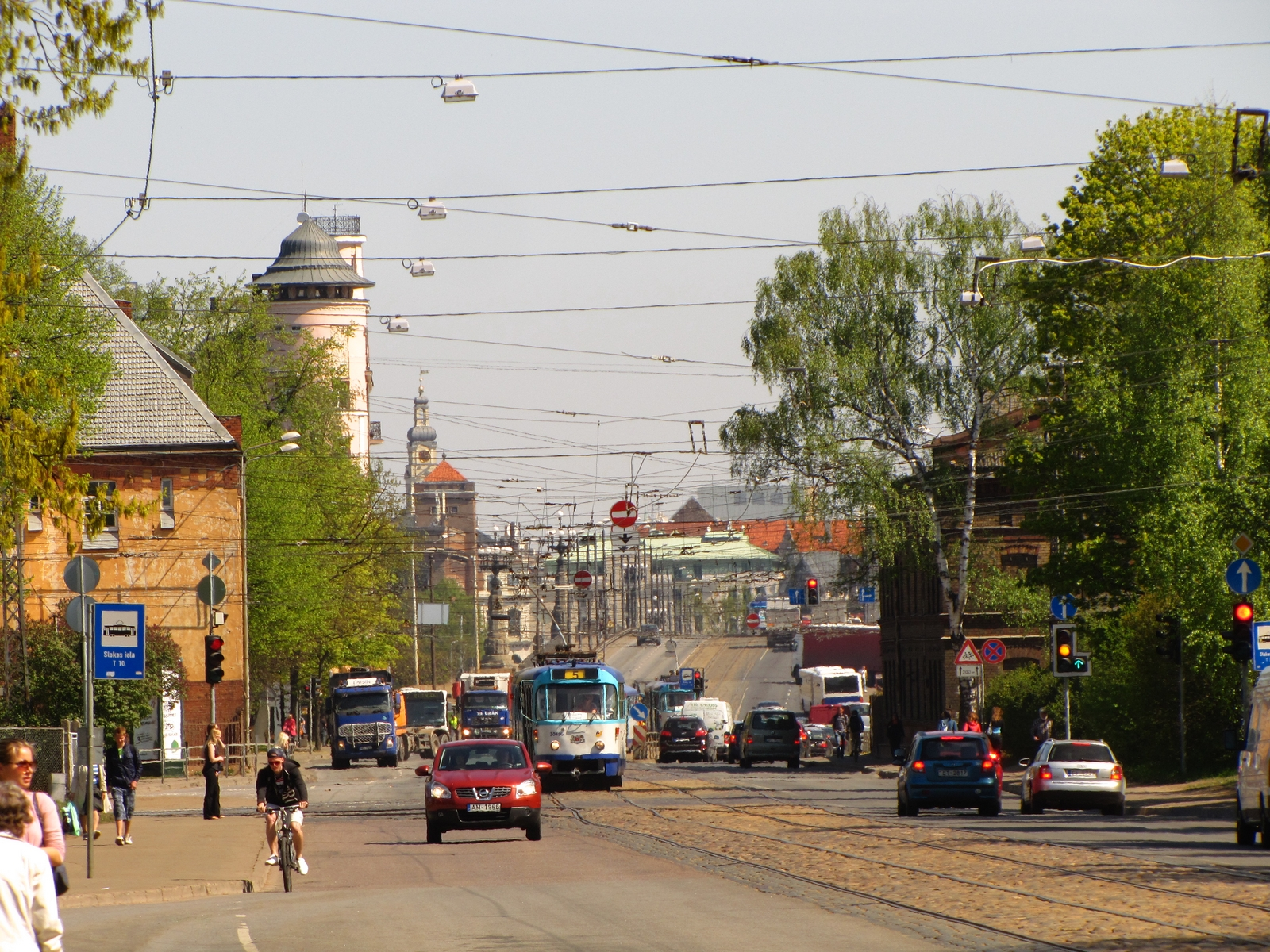
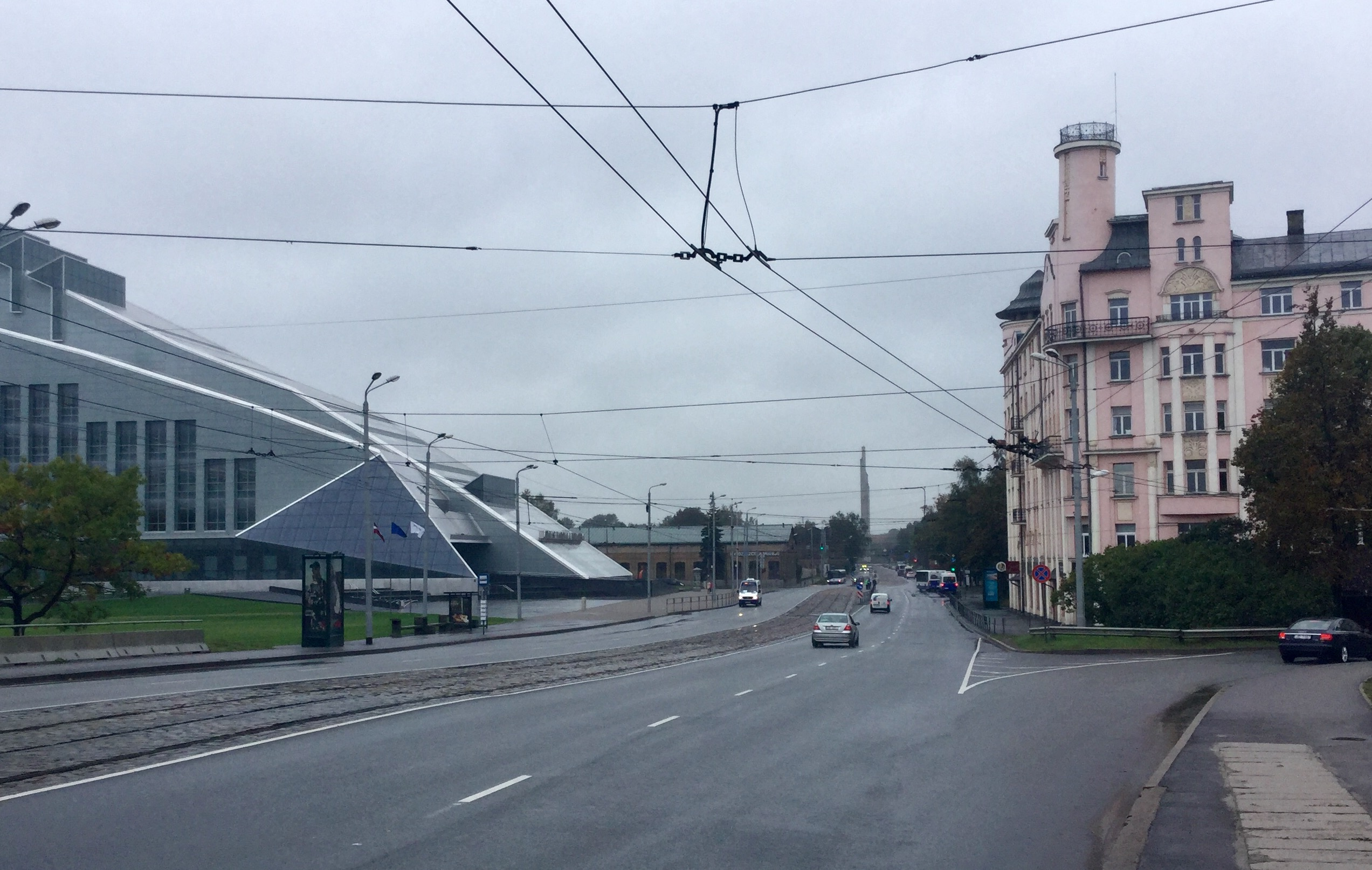
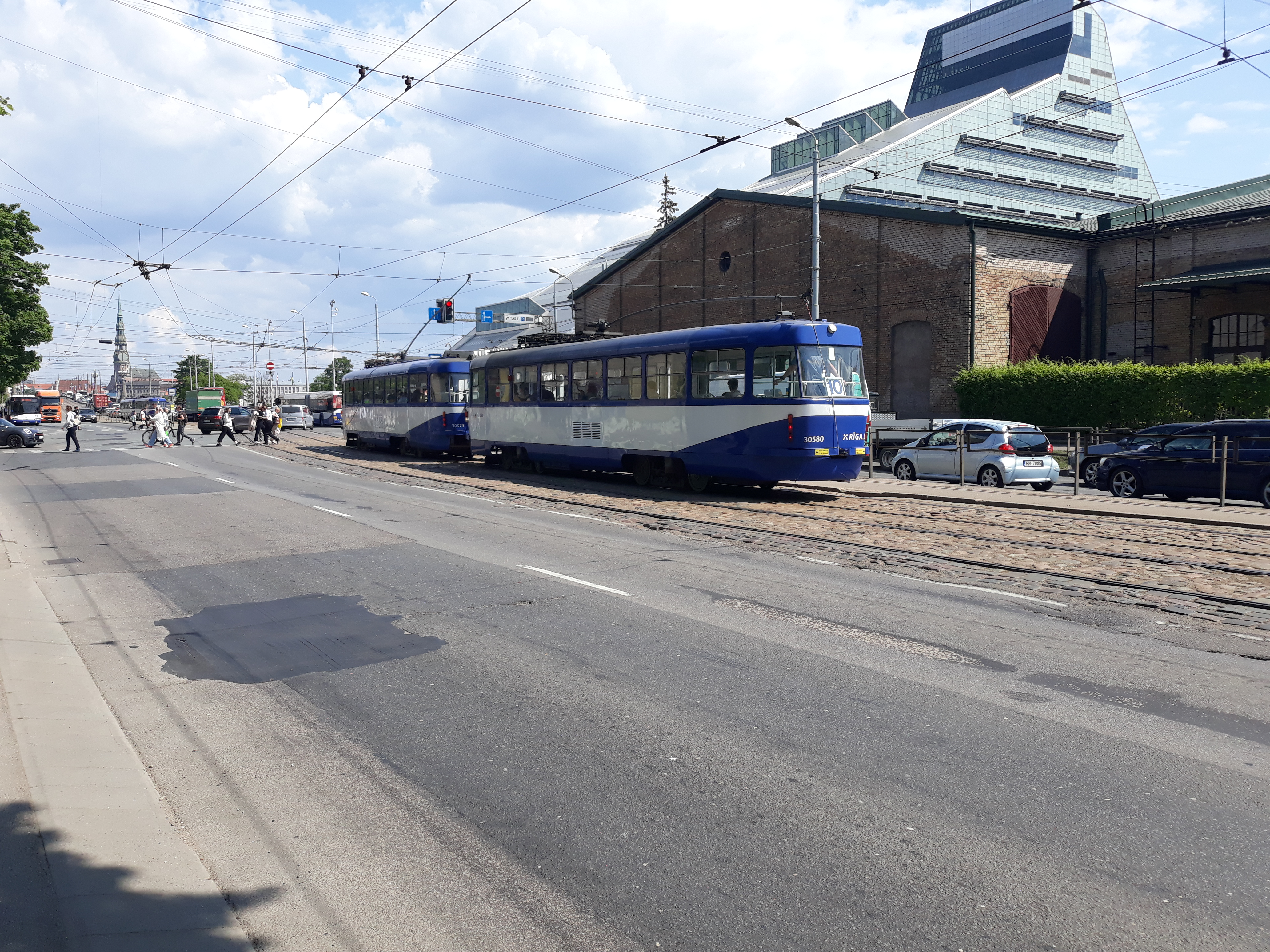

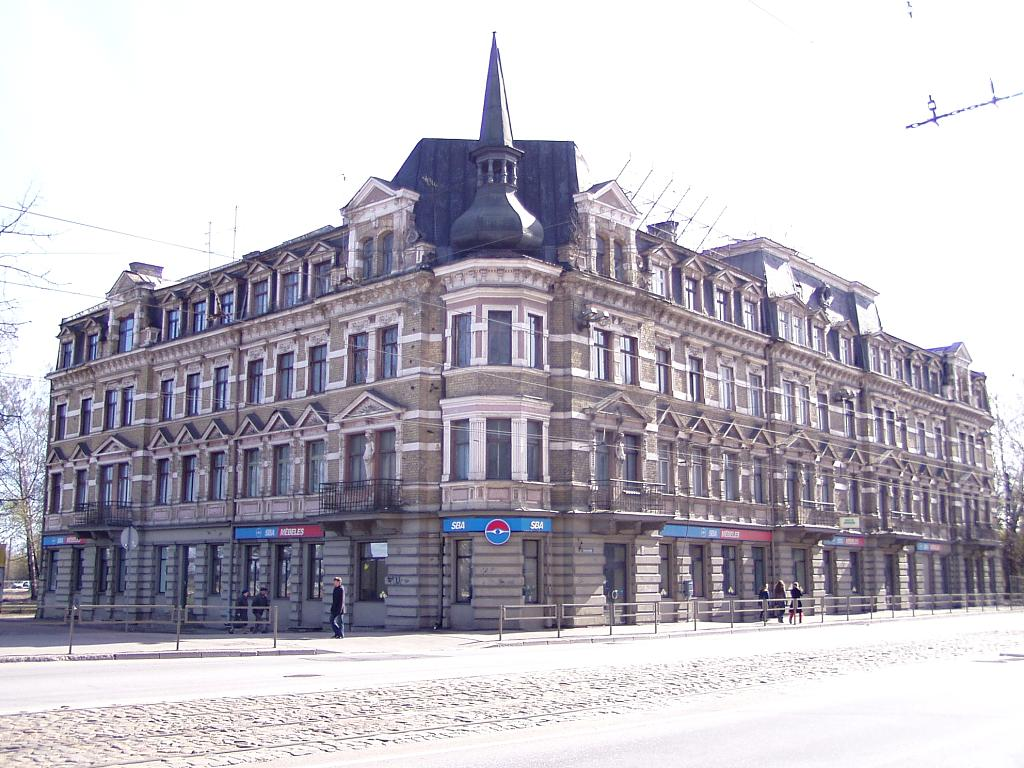
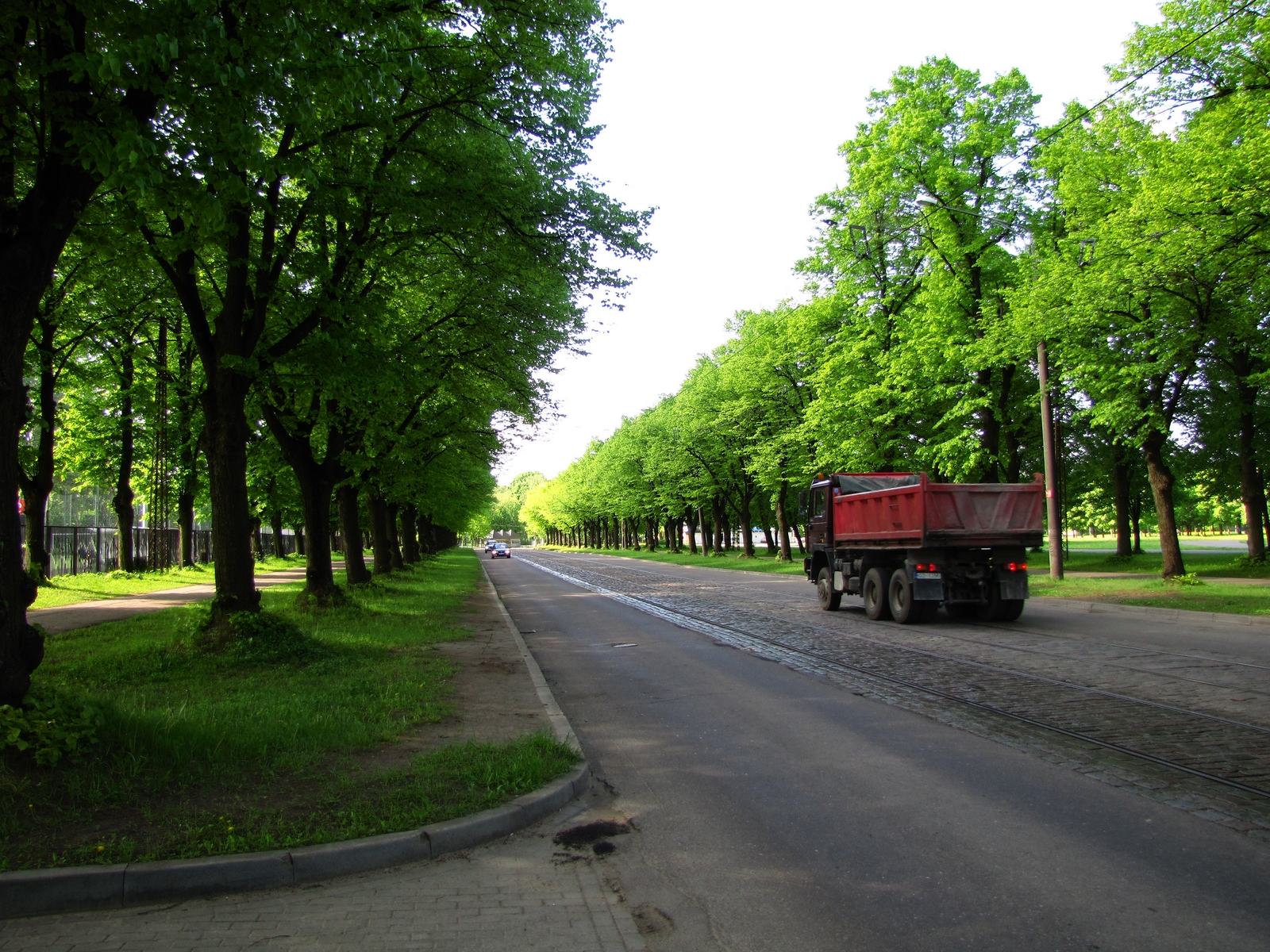
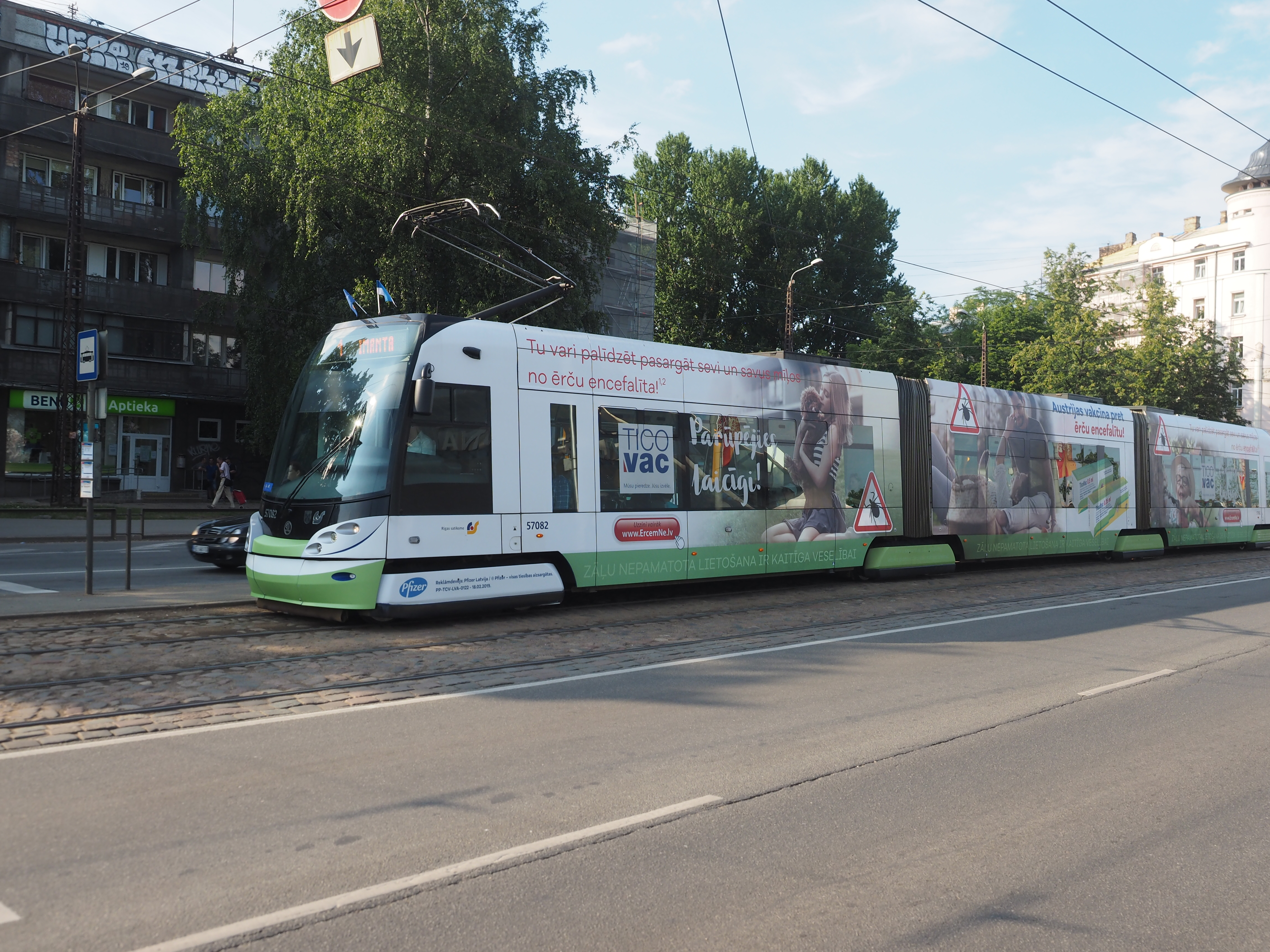